# Família Eruanduni
Eruanduni (em armênio/arménio: Էրուանդունի) foi uma família nobre armênia (nacarar) da Antiguidade e Idade Média. Foram mencionados uma única vez no relato de Lázaro de Farpe no contexto da revolta de Vaanes I no fim do século V, mas seu nome, que se remete aos orôntidas, indica que foram muito mais antigos. Governavam um principado centrado no distrito de Eruandúnia, na Vaspuracânia, que pode ter incluído os distritos de Artaxisânia e Gucana. A Lista de Trono (Գահնամակ, gahnamak) os menciona em 50.ª posições entre as casas nobres. A Lista Militar (Զորնամակ, Zōrnamak), o documento que indica a quantidade de cavaleiros que cada uma das famílias nobres devia ceder ao exército real em caso de convocação, afirma que podiam arregimentar 300 cavaleiros.